# Тосейха

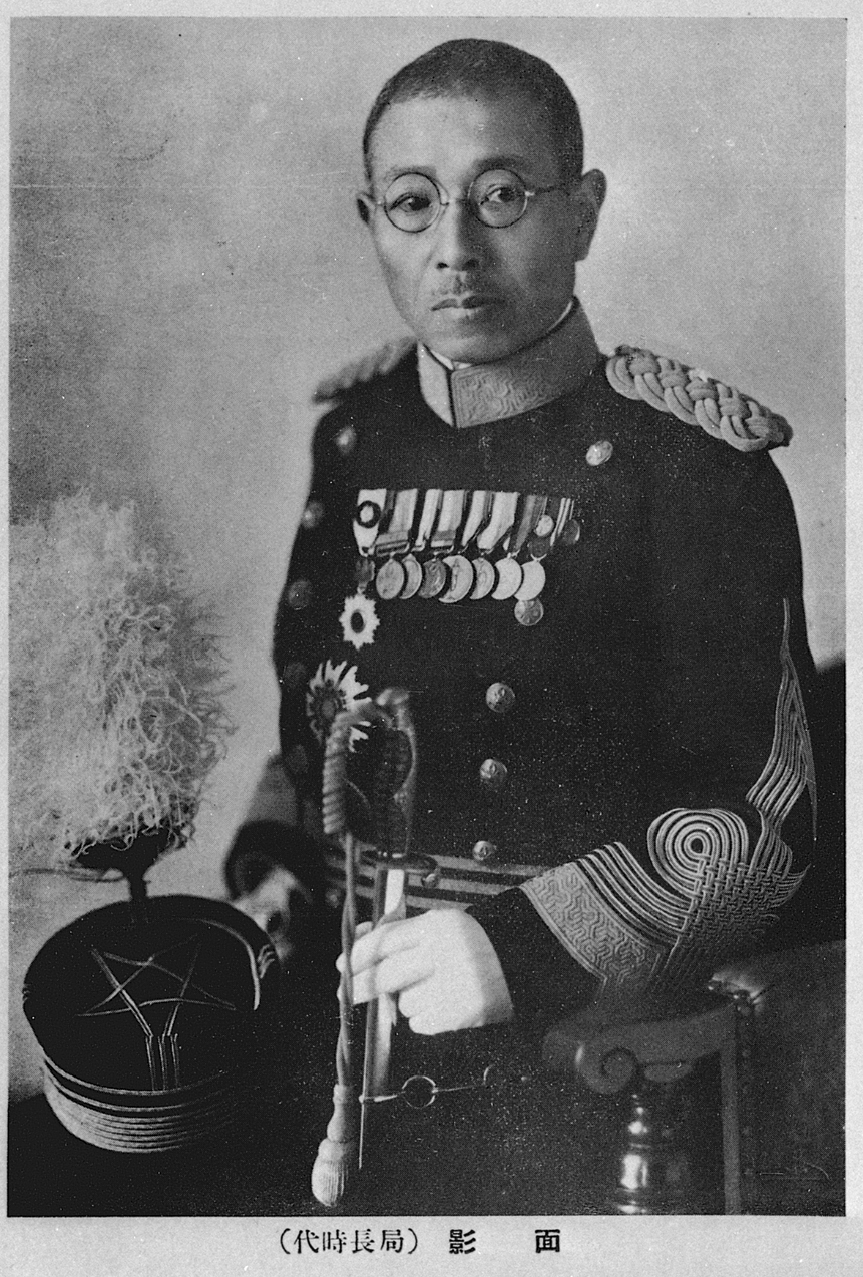
Генерал-лейтенант Тецузан Нагата був лідером фракції Тосейха до його вбивства під час «інциденту в Айзаві» в серпні 1935 року

Тосейха (Фракція контролю) (яп. 統制派) — японська воєнна фракція що діяла протягом 1920-х і 1930-х років  в Імператорській армії Японської імперії. Фракція «Тосейха» була групою загалом японських консервативних офіцерів, яка була об'єднана головним чином своєю опозицією до японської радикальної фракції «Кодоха» (Імперський шлях) та її агресивним імперіалістичним і антимодернізаційним ідеалам. Фракція «Тосейха» змагалися з фракцією «Кодоха» за вплив в імператорській армії Японської імперії до важливої події відомої в історії як «інциденту 26 лютого» 1936 року, коли фракцію «Кодоха» було де-факто розпущено, а багатьох її прихильників було притягнуто до дисциплінарної відповідальності або страчено. Фракція «Тосейха» отримала основний вплив в імператорській армії Японської імперії, але ідеологія фракції «Кодоха» та її прихильники продовжували впливати на японський мілітаризм до кінця 1930-х років.

## Фон
Під час першої світової війни Японська імперія мала економічне зростання, але воно закінчилося на початку 1920-х років, та почалась економічна криза в Японській імперії відома як «фінансовою кризою Сьова». Початок економічної кризи привів до соціальних заворушень і посиленню та зростанню поляризації японського суспільства також через неї посилилась соціальна нерівність, що спонукало поширенню в японських професійних спілках дедалі більш посиленого впливу ідеології соціалізму, комунізму та анархізму, але навіть при цьому промислові та фінансові лідери Японської імперії продовжували надалі збагачуватись передусім завдяки своїм внутрішнім зв'язкам із японськими політиками та бюрократами. Водночас японські військові вважалися «чистими» з погляду політичної корупції, а окремі військові елементи всередині імператорської армії Японської імперії були сповнені рішучості вжити прямих дій для усунення передбачуваних загроз для Японської імперії, які були створені слабкістю японської ліберальної демократії та політичної корупції.

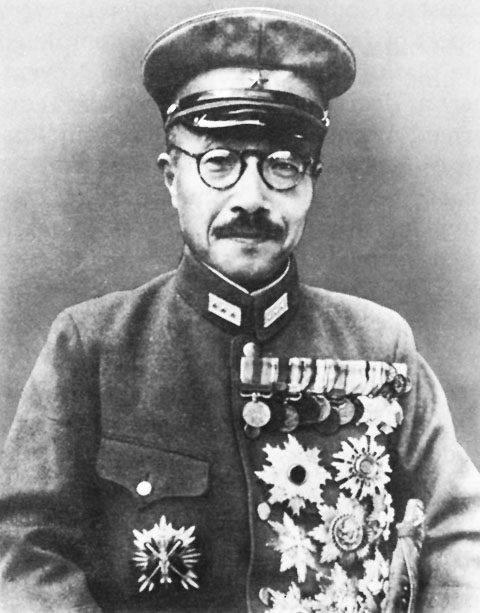
Тодзьо Хідекі, прем'єр-міністр Японської імперії протягом більшої частини другої світової війни, був членом фракції «Тосейха».

Японська ультранаціоналістична воєнна фракція що діяла в імператорській армії Японської імперії, під назвою «Кодоха» (Імперський шлях) була сформована японським генералом Аракі Садао та його протеже паном Джінзабуро Масакі, які передбачували повернення до ідеалізованої деіндустріалізованої, та девестернізованої Японії. Фракція «Тосейха» була сформована як відповідь на радикальну фракцію «Кодоха» та намагалася представляти себе як більш консервативні та помірковані елементи в японській армії. Фракції «Тосейха» і «Кодоха» перейняли тогочасні популярні ідеї «тоталітарної» та «фашистської» політичних філософій, також вони поділяли фундаментальні ідеали про те, що національна оборона Японської імперії повинна бути зміцнена шляхом реформи національної політики, і вони підтримували сильний скептицизм щодо політики японських політичних партій і представницької демократії. Хоча обидві фракції поділяли ключові ідеали, все ж таки вони мали різне бачення як досягти реалізації цих ідеалів.

## Опозиція
Фракція «Тосейха» була японською не регіональною коаліцією, на відміну від того, що генерал  Аракі Садао знову включив регіональну політику в просування в імператорській армії Японської імперії та в прийняті політичних рішень. Багато членів фракції «Тосейха» були перспективними випускниками військової академії армії Японської імперії та вищої військової академії армії Японської імперії, і були стурбовані тим, що генерал Аракі Садао наголошував на духовній моралі армії замість модернізації та механізації її. Замість конфронтаційного підходу фракція «Кодоха», яка хотіла здійснити так звану «реставрацію Сева» шляхом насильства та революції в Японській імперії, фракція «Тосейха» прагнула реформ, працюючи в рамках чинної правової системи. Фракція «Тосейха» передбачила, що майбутня війна буде «тотальною війною», і для максимізації промислового та військового потенціалу Японської імперії знадобиться співпраця японської бюрократії та японських конгломератів більш відомих як «дзайбацу», яких фракція «Кодоха» зневажала.
Фракція «Кодоха» рішуче підтримував стратегію завдання превентивного удару по Радянському Союзу, цей план відомий як «Хокушин-рон» («Доктрина Північної експансії»), вважаючи, що територія Сибіру була у сфері інтересів Японської імперії. Попри те що фракція «Тосейха» була прихильна до експансії на північ, все ж таки в основному вона виступала за більш обережне розширення оборони.
Назва фракції «Тосейха» була принизливою, її придумали й використовували лише члени та симпатики їх конкурента з фракції «Кодоха».

## Результат

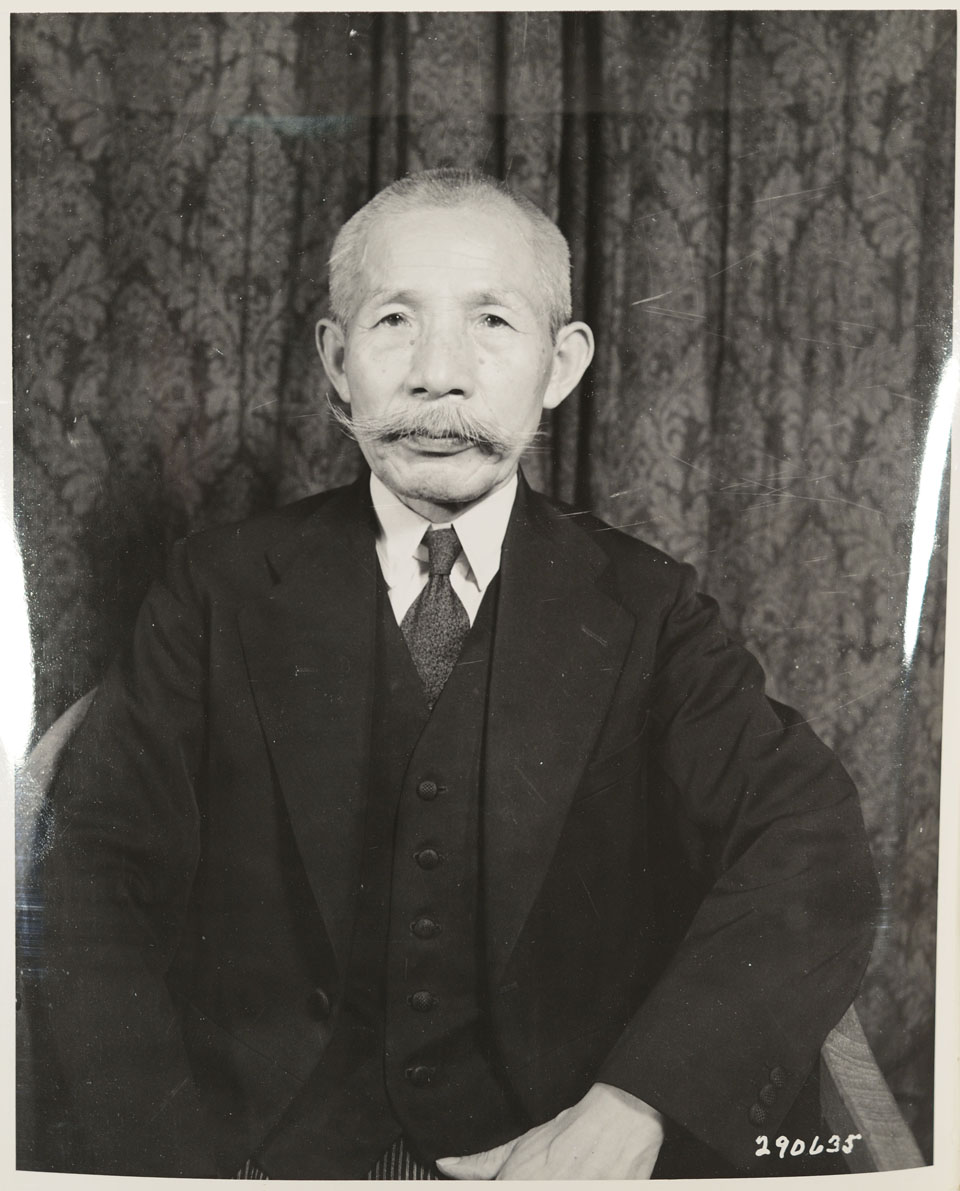
Японський генерал Аракі Садао, 1947 рік. Він вважався лідером і головним ідеологом воєнної фракції «Кодоха»

Наприкінці 1931 року після так званого Маньчжурського інциденту і подальшого японське вторгнення на територію Маньчжурії, це спричинило боротьбу вищезгаданих обох фракцій одна проти одної за панування над імператорською армією Японської імперії. Фракція «Кодоха» спочатку домінувала, але після відставки генерала Аракі Садао в 1934 році через поганий стан його здоров'я, вплив фракції почав слабшати. Після відомого в історії «Інцидент 26 лютого» в лютому 1936 року в Японській імперія спричинилась масова чистка керівництва фракції «Кодоха» від армії, і фракція була де-факто розпущена, тоді як фракція «Тосейха» стала панівною у впливі в імператорській армії Японської імперії, але в майбутньому вона втратила більшу частину свого сенсу для існування, і тому поступово розпалася.